# St. Vitus (Gempfing)

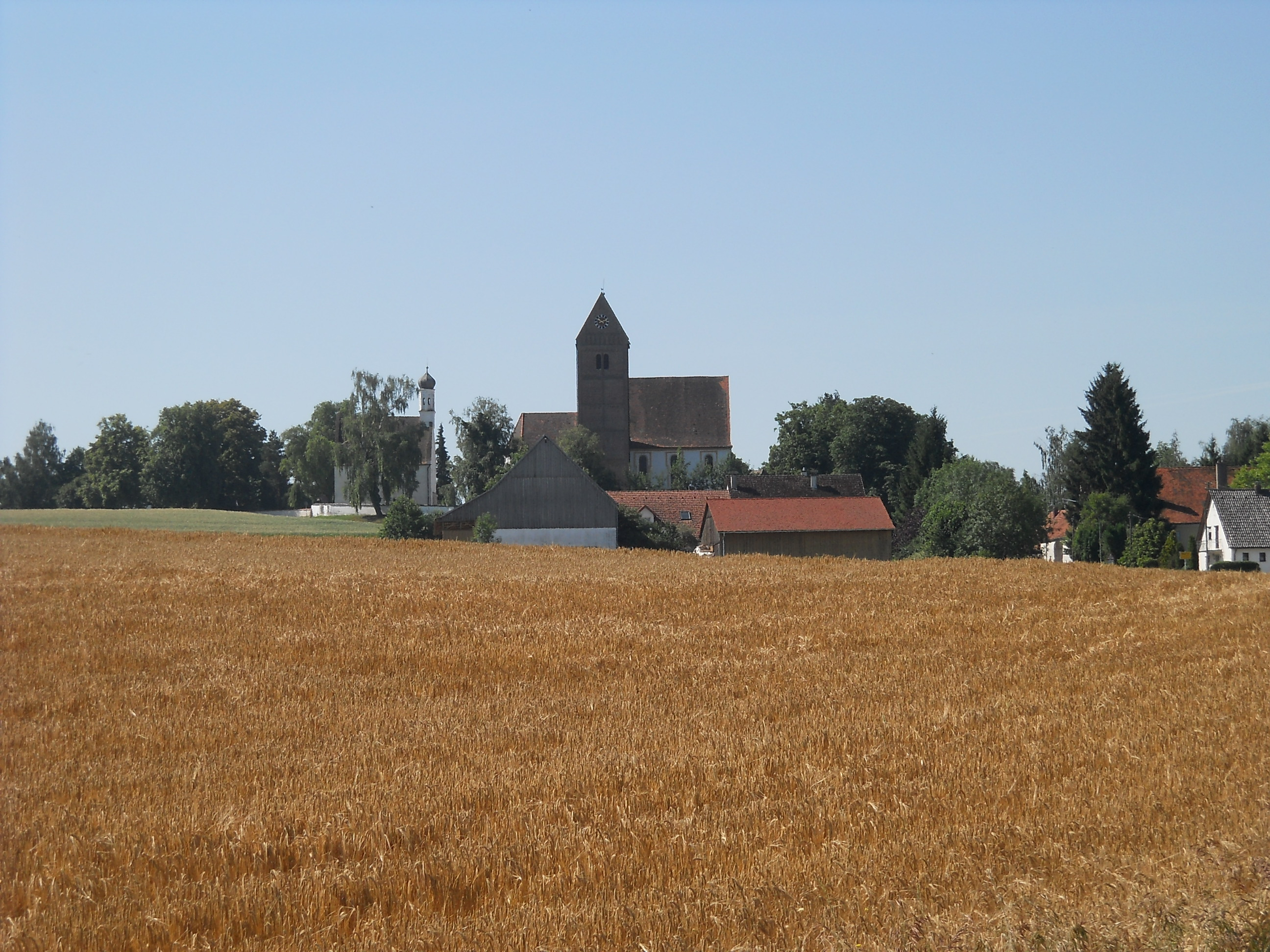
Pfarrkirche St. Vitus mit der Frauenkapelle

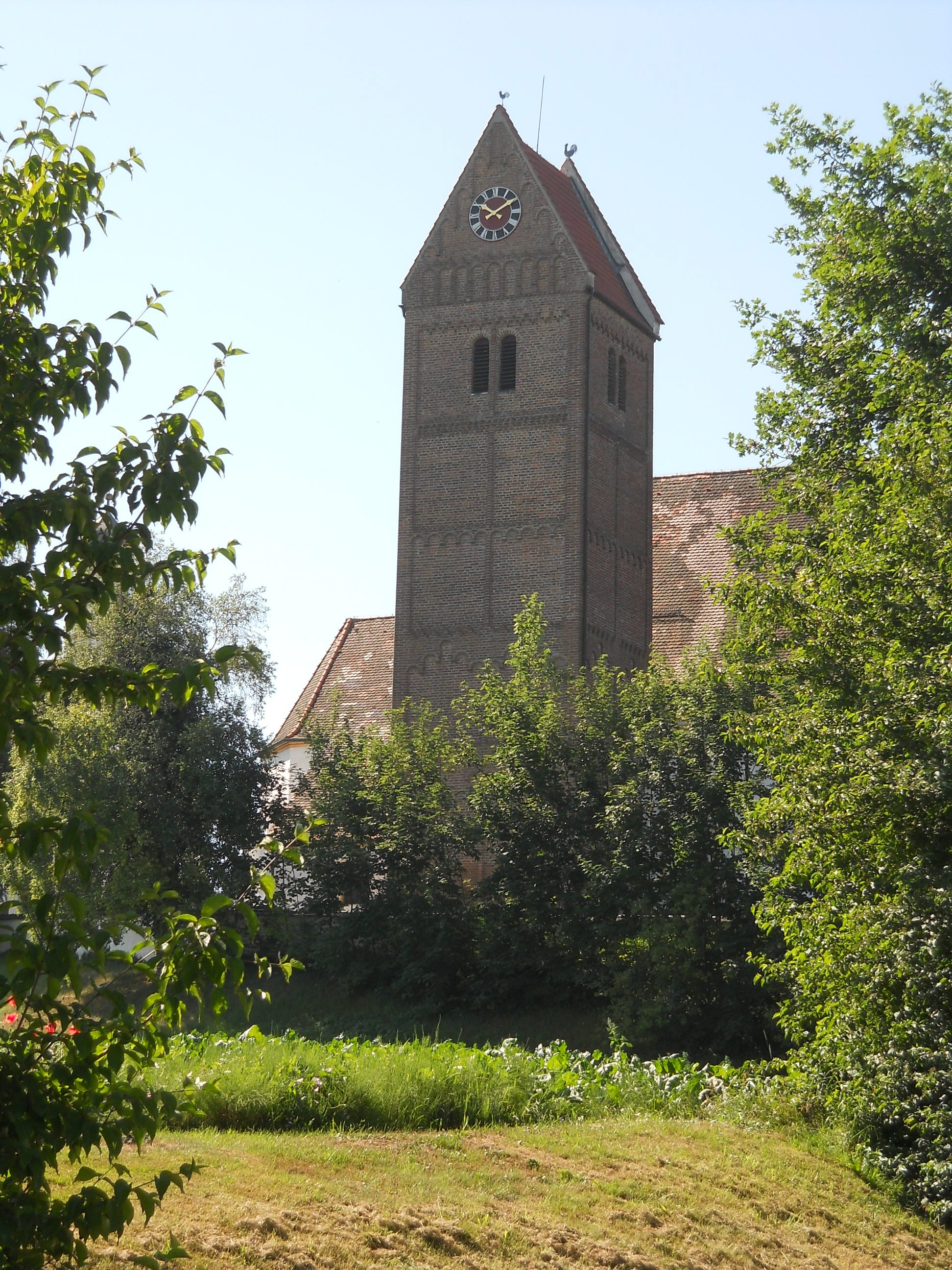
Kirchturm

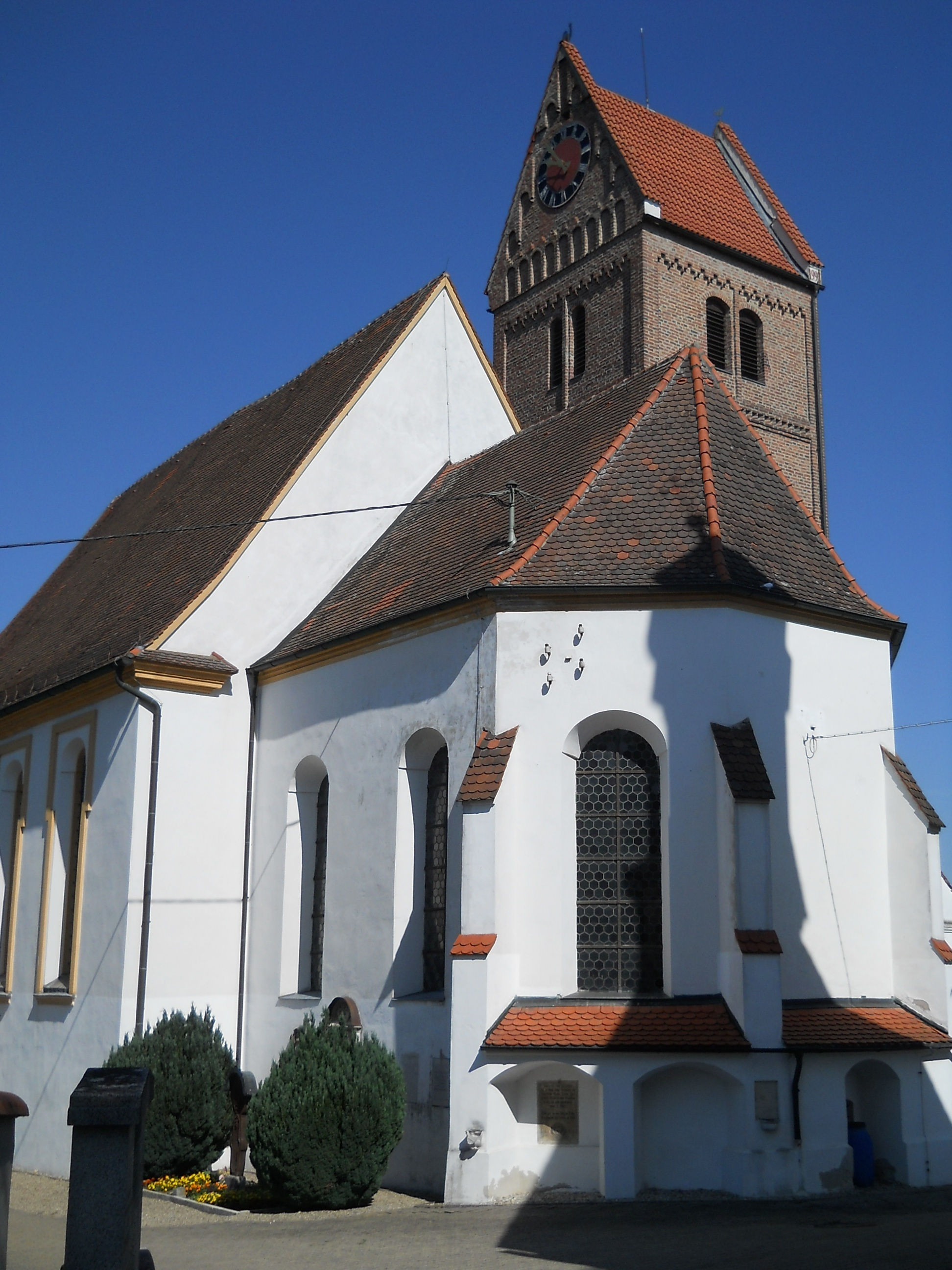
Ostchor der Kirche

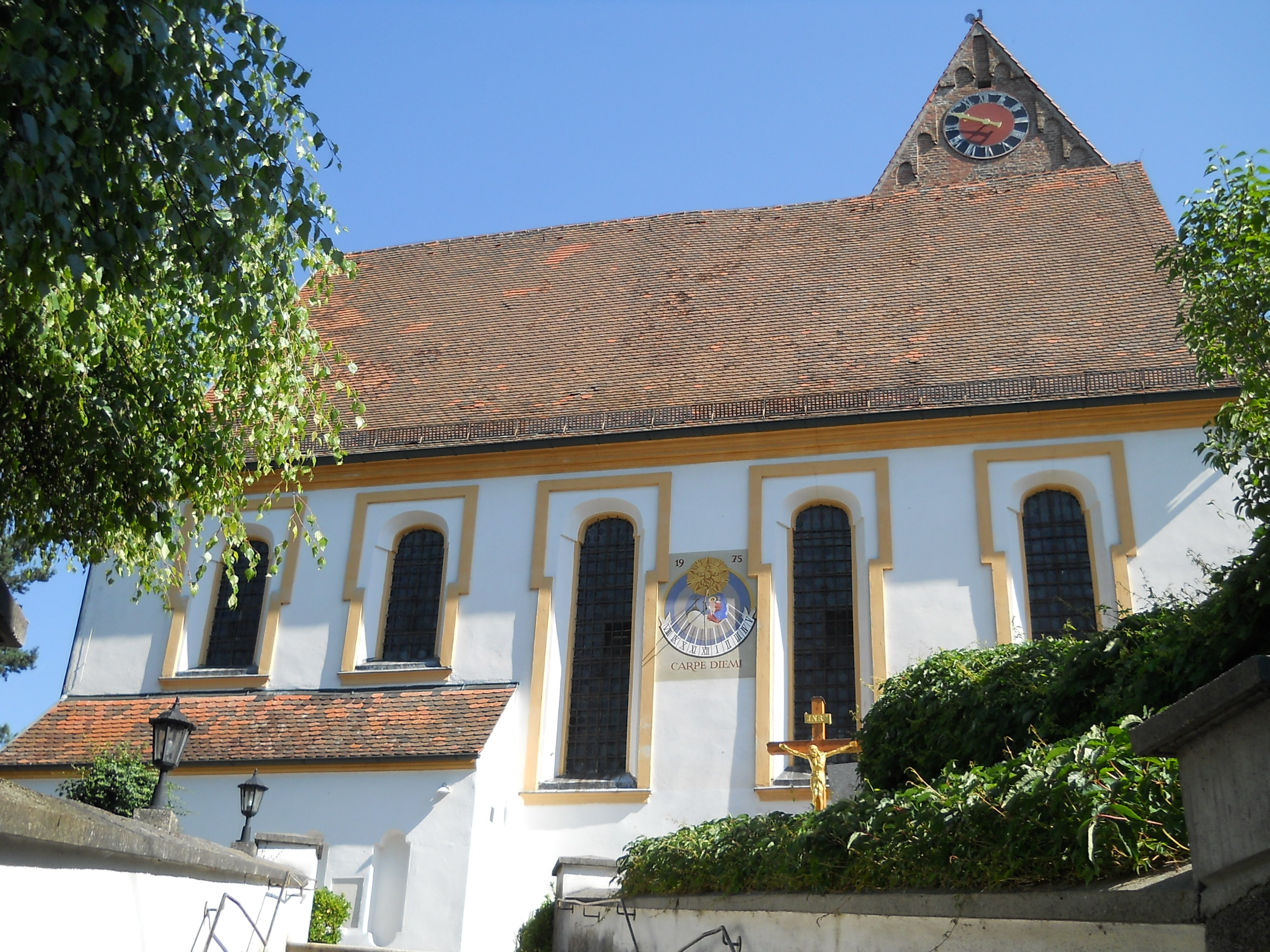
Südfassade

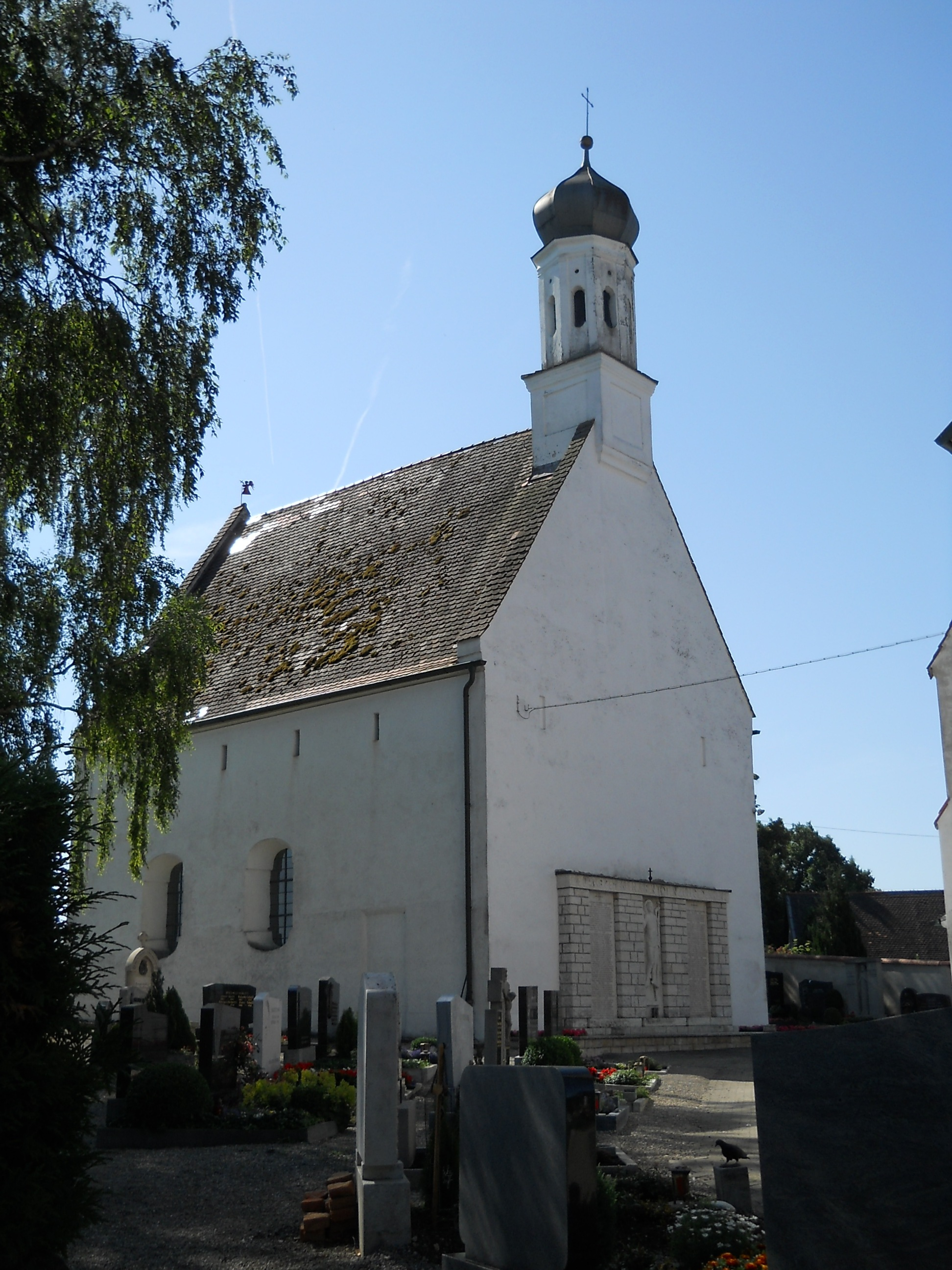
Frauenkapelle

St. Vitus ist eine katholische Pfarrkirche in Gempfing im Landkreis Donau-Ries und in der Diözese Augsburg, die mit der benachbarten Frauenkapelle ein malerisches Kirchenensemble bildet.

## Lage
Die Pfarrkirche steht erhöht im nördlichen Bereich des Dorfes in Ost-West-Richtung, umgeben von einem ummauerten Friedhof. In der Achse der Pfarrkirche etwas nach Süden versetzt und in ihrem Osten steht die ebenfalls ost-westlich ausgerichtete Frauenkapelle.

## Geschichte
Bei der Gründung des Benediktinerinnenklosters St. Walburg in Eichstätt übertrug der Edelfreie Liutger (Leodegar) II. aus dem Grafengeschlecht von Lechsgmünd und Graisbach 1035 Gempfing der Neugründung. Das von ihm (zuvor?) in Gempfing selbst gestiftete Kloster war nur von kurzem Bestand; dessen Kirche weihte der Eichstätter Bischof Gundekar II. 1306 verkaufte Graf Berchtold von Lechsgemünd-Graisbach die Vogtei zu Gempfing an die Benediktinerinnen in Eichstätt. Bayernherzog Ludwig privilegierte 1310 das Kloster St. Walburg, dass es wegen der Güter zu Gempfing nur vor einem geistlichen Gericht, dem Chorgericht zu Eichstätt, belangt werden konnte. Spätestens seit 1324 war die Pfarrei Gempfing in das Kloster inkorporiert, standen also die Einnahmen dem Kloster zu. Auch in den Filialorten von Gempfing erwarb das Kloster Grundbesitz und Zehntrechte.
Das Kloster St. Walburg blieb bis zur Säkularisation 1805/06 und dem Übergang an Bayern Grund- und Patronatsherr in der „Hofmark Gempfing“ und hatte damit auch die Baulast der Kirche St. Vitus zu tragen. Für 1414 und 1419 ist beispielsweise überliefert, dass die Vereidigung des Vikars der Klosterpfarrei Gempfing im Kloster zu Eichstätt erfolgte. Andererseits begab sich die Äbtissin jährlich einmal bis 1624 nach Gempfing zur Abhaltung des sogenannten Baudings; mit ihrem Gefolge logierte sie im Maierhof.

## Baugeschichte
Von der Kirche des 11. Jahrhunderts, die wohl eine kleine dreischiffige Basilika war, werden noch Reste in den Langhausmauern des jetzigen Kirchenschiffs stecken. Ein Kapitell dieses Vorgängerbaus wird heute als Weihwasserbecken genutzt; Rundpfeilerstücke sind im Vorzeichen des Südportals vermauert. Der unverputzte Turm aus dunkelgebrannten Backsteinen mit je fünf Rundbogenfriesen pro Turmseite und Ecklisenen und mit einem Satteldach wurde im frühen 14. Jahrhundert anstelle des 1034 erwähnten, vom Klosterstifter erbauten Kirchturms errichtet. Chor und der westliche Teil des Langhauses sind wohl Bauten aus der ersten Hälfte des 15. Jahrhunderts.
Eine Erhöhung des Langhauses erfolgte 1683. Bald darauf wurde das Innere barockisiert. Aus dem frühen 18. Jahrhundert stammen auch der „lebhaft geschwungene“ Westgiebel, das heutige Südportal, die Erweiterung der Vorhalle nach Norden und die Sakristei mit Kreuzgratgewölbe im nördlichen Chorwinkel.

## Baubeschreibung
Das Vorzeichen im Südwesten der Kirche hat ein Netzrippengewölbe. Der Saalbau ist flachgedeckt und hat im Westen eine Doppelempore; die untere wurde 1769, die obere 1930 eingebaut. Das Kirchenschiff hat nach Norden zwei, nach Süden drei korbbogige Fenster. Der eingezogene Chor ist fünfseitig geschlossen und hat ein barockisiertes Kreuzrippengewölbe. Stuck und Fresken stammen von 1867.

## Ausstattung
- Auf dem viersäuligen Hochaltar (um 1680; von Jakob Engel?) steht in einer Rundbogennische eine lebensgroße Figur des Kirchenpatrons, flankiert von den etwas kleineren Figuren der Eichstätter Diözesanheiligen Willibald und Walburga (seit 1930 wieder auf dem Hochaltar);[16] im Auszug sieht man die Figur der Muttergottes, darüber der hl. Georg. In seitlichen Nischen stehen schwarzgold gefasste Statuetten der Apostelfürsten Simon Petrus und Paulus.
- Die ebenfalls viersäuligen Seitenaltäre mit Figuren des hl. Josef mit dem Jesusknaben (linker Altar) und der Muttergottes mit Kind (rechter Altar) schuf 1697 der aus Gempfing nach Eichstätt gezogene Bildhauer Christian Handschuher; die Malereien stammen vom Eichstätter Künstler Johann Georg Frey.
- Die klassizistische Kanzel entstand um 1780/90. In den Feldern des Korpus sieht man Rosetten, auf dem Schalldeckel steht eine Paulusfigur.[15]
- Weitere Figuren im Kirchenraum stammen aus dem späten 15. bis aus dem frühen 18. Jahrhundert.
- Der vierteilige Orgelprospekt wurde um 1760/70 geschnitzt. Die Orgel wurde 1965 von der Fa. Orgelbau Zeilhuber in Altstädten gebaut.[17]
- Das Chorgestühl und die Beichtstühle sind um 1780 entstanden.
- Die Stuhlwangen mit ihren Akanthusranken stammen aus dem Ende des 17. Jahrhunderts.
- Ein Jurastein-Epitaph für den Pfarrer Johann Bischof aus Greding mit Reliefdarstellungen und Wappen des Verstorbenen ist mit 1600 bezeichnet. Weitere Grabsteine stammen aus dem 17. bis 19. Jahrhundert.[18]
- Die Deckenbilder im Kirchenschiff mit dem hl. Augustinus, der hl. Monika und dem hl. Nikolaus von Tolentino sowie die Darstellung der sieben Sakramente an der unteren Emporenbrüstung sind von 1868.

## Frauenkapelle
Die im Osten der Kirche stehende Frauenkapelle (Friedhofskapelle) wurde 1411 vom Rainer Bürger Niklas Heyden gestiftet. Im Kern stammt sie noch aus dem Anfang des 15. Jahrhunderts, wurde aber im frühen 18. Jahrhundert in die heutige Form gebracht und mit einem „zierlichen“ Dachreiter versehen. Sie birgt unter anderem eine Pietà von 1480/90. Das Obergeschoß wurde in früheren Zeiten als Getreidespeicher genutzt.

## Sonstiges
- Eine kreuzförmige Reliquienmonstranz der Pfarrkirche enthält einen Kreuzpartikel und zwölf Apostelreliquien.[20]
- Zur Pfarrei gehört seit jeher die Kuratie St. Peter und Paul in Etting.
- Bis ins 19. Jahrhundert wurde jeden Samstag eine Friedhofsprozession abgehalten.[21]